# Joel Appelbaum
Joel Appelbaum (* 30. Dezember 1941 in New York) ist ein US-amerikanischer Physiker.
Appelbaum erhielt 1963 den BS an der City University of New York, 1964 den MS und 1966 den Ph.D. beide an der University of Chicago. Er wechselte 1967 an die Bell Laboratories um dann bis 1968 an der University of California die Position des Assistant Professor of Physics einzunehmen. Von 1968 bis 1994 war er wieder an den Bell Laboratories und bis 2000 Executive Vice President and General Manager bei der Micropolis Corporation. 1978 wurde er Fellow der American Physical Society.

## Auszeichnungen
- 1979 Davisson-Germer-Preis für die Analyse der elektronischen Struktur von Halbleiteroberflächen[2]